# ناحیه قمار
ناحیه قمار (به عربی: دائرة قمار) یک ناحیه در الجزایر است که در استان الوادی واقع شده‌است.

## خصوصیات
ناحیه قمار ۹۹٬۵۹۲ نفر جمعیت دارد.